# Pseudaphelia draudti
Pseudaphelia draudti är en fjärilsart som beskrevs av Felix Bryk 1939. Pseudaphelia draudti ingår i släktet Pseudaphelia och familjen påfågelsspinnare. Inga underarter finns listade i Catalogue of Life.